# 舒伦多夫
舒伦多夫（德語：Schulendorf）是德国石勒苏益格－荷尔斯泰因州的一个市镇。总面积11.39平方公里，总人口478人，其中男性249人，女性229人（2011年12月31日），人口密度42人/平方公里。